# Papegaaibreedbek
De Papegaaibreedbek (Psarisomus dalhousiae) is een vogel van de familie van de breedbekken. Het is de enige vogel van het geslacht Psarisomus. Deze vogel is genoemd naar de Schotse botanicus en natuuronderzoekster Christian Ramsay, gravin van Dalhousie (1786-1839).

## Kenmerken
De papegaaibreedbek is ongeveer 25 cm lang en weegt tussen de 50 en 60 gram. Ze hebben een karakteristieke schrille kreet.

## Leefwijze
De vogel leeft in de bossen en voedt zich met insecten. De vogel is zeer sociaal en reist normaal buiten het broedseizoen in grote, luidruchtige groepen.

## Voortplanting
Het bouwt een peervormig nest in een boom en legt vijf tot zes eieren die door beide geslachten worden bebroed; beide geslachten hebben ook hun aandeel in het voederen van de jongeren.

## Verspreiding en leefgebied
Deze soort komt voor in de Himalaya, Zuidoost-Azië en Indonesië en telt vijf ondersoorten:
- P. d. dalhousiae (Langstaartbreedbek): van noordelijk India en Nepal tot zuidelijk China en centraal Vietnam.
- P. d. cyanicauda: zuidoostelijk Thailand en Cambodja.
- P. d. divinus: zuidelijk Vietnam.
- P. d. psittacinus: Malakka en Sumatra.
- P. d. borneensis: noordelijk Borneo.

## Status
De grootte van de populatie is niet gekwantificeerd maar de soort wordt omschreven als vrij algemeen in een groot deel van zijn verspreidingsgebied. Op de Rode lijst van de IUCN heeft deze soort de status niet bedreigd.